# Пномпень (аэропорт)
Международный аэропорт Пномпень (кхмер. អាកាសយានដ្ឋានអន្តរជាតិភ្នំពេញ ), (ИАТА: PNH, ИКАО: VDPP) — самый крупный камбоджийский международный коммерческий аэропорт, расположенный в 7 км к западу от столицы страны — Пномпеня.

## История
Прежнее название аэропорта – Международный аэропорт Почентонг.
Во время японской оккупации Камбоджи в стране было построено до пятнадцати аэропортов, включая один на месте нынешнего аэропорта. Строились они с использованием принудительного труда. После обретения независимости от Франции в 1953 году король Камбоджи Нородом Сианук приказал построить новые взлетно-посадочные полосы и улучшить существующие объекты.
Во время Гражданской войны в Камбодже аэропорт активно использовался для воздушных перевозок военных и гражданских грузов. После того как последние сухопутные и водные маршруты оказались под контролем Красных кхмеров в апреле 1975 года, аэропорт стал единственным путем доставки припасов в Пномпень.
После падения Кхмерской Республики в 1975 году аэропорт Почентонг был почти полностью закрыт для международных полетов, за исключением нескольких рейсов непосредственно из Пекина. Эти рейсы перевозили кадры для подготовки нового правительства, а также некоторых камбоджийских интеллектуалов и дипломатов, которые добровольно возвращались в страну.
В июле 1995 года Королевское правительство Камбоджи (RGC) подписало концессионное соглашение с французско-малайзийским совместным предприятием. Компания Société Concessionaire d'Aéroport (SCA), 70% акций которой принадлежат Vinci Airports и 30% — Muhibbah Masteron, в обмен на 20-летнюю концессию взяла на себя обязательство по программе улучшений стоимостью 100 миллионов долларов.
В марте 2011 года авиакомпания Air France начала выполнять рейсы в Париж через Бангкок на Airbus A340. В следующем году пересадка была изменена на Хошимин. Этот маршрут существовал до марта 2013 года.
В 2014 году SCA объявила о начале проекта стоимостью 100 миллионов долларов по расширению пассажирских терминалов в международных аэропортах Пномпеня и Сиемреапа, чтобы удовлетворить продолжающийся рост пассажиропотока. Проект предусматривал расширение парковок и терминалов, увеличение количества стоек регистрации и иммиграционных пунктов, а также внедрение новых систем обработки багажа. Кроме того, были увеличены коммерческие зоны для размещения новых магазинов, ресторанов и зон питания, а также построены мезонинные залы для пассажиров первого и бизнес-класса. Эти расширения позволили аэропорту удвоить свою пропускную способность до 5 миллионов пассажиров в год по сравнению с 2,5 миллионами.
В 2015 году камбоджийский оппозиционный политик Сон Чхай призвал правительство расторгнуть концессионное соглашение с SCA, утверждая, что Камбоджа может быть «обманута» в этой сделке.
В 2020 году SCA утратила концессию на аэропорты Пномпеня и Сиемреапа после того, как были объявлены планы по строительству двух новых аэропортов в этих местах. Тем не менее, Vinci Airports сохранила статус оператора аэропорта Пномпеня.

## Статистика
| Год  | Пассажиров | Взлёты-посадки |
| ---- | ---------- | -------------- |
| 1998 | 595 432    | 6 244          |
| 1999 | 738 115    | 7 239          |
| 2000 | 860 614    | 8 625          |
| 2001 | 917 367    | 17 364         |
| 2002 | 948 614    | 18 082         |
| 2003 | 867 190    | 16 346         |
| 2004 | 1 022 203  | 17 543         |
| 2005 | 1 081 745  | 17 033         |
| 2006 | 1 322 267  | 19 042         |
| 2007 | 1 598 424  | 20 881         |
| 2008 | 1 692 000  | 20 380         |
| 2009 | 1 587 986  | 20 352         |
| 2010 | 1 673 421  | 20 156         |
| 2011 | 1 839 892  | 21 365         |
| 2012 | 2 077 282  | 22 534         |
| 2013 | 2 393 680  | 26 583         |
| 2014 | 2 665 894  | 27 936         |
| 2015 | 3 079 068  | 31 409         |

## Технические данные
- ВПП 05/23 длиной 3 000 м и шириной 44 м с асфальтобетонным покрытием